# Architektur- und Ingenieurpreis erdbebensicheres Bauen
Der Architektur- und Ingenieurpreis erdbebensicheres Bauen ist ein internationaler Architektur- und Ingenieurpreis.

## Geschichte
Der Architektur- und Ingenieurpreis erdbebensicheres Bauen, auch Seismic Award genannt, wird im Dreijahresrhythmus an Bauherren, Architekten und Bauingenieuren vergeben. Die Stiftung Baudyn vergibt den Architektur- und Ingenieurpreis erdbebensicheres Bauen für ästhetisch, funktionell und technisch mustergültig gestaltete neue, ertüchtigte und aufgestockte Gebäude. Der Preis ist mit 15'000 Schweizer Franken dotiert und kann pro Vergabe bis an zu zwei Preisträger vergeben werden.

## Preisträger

### 2007
Es wurden insgesamt 30'000 Schweizer Franken vergeben.
- Jury: Bernard Attinger, Paola Maranta, Hugo Bachmann, Martin Koller, Dario Somaini, Andrea Deplazes

| Kategorie | Ort        | Titel            | Architekt        | Bauingenieur        |
| --------- | ---------- | ---------------- | ---------------- | ------------------- |
| Preis     | St-Maurice | Mehrfamilienhaus | Bonnard-Woeffray | Kurmann & Cretton   |
| Preis     | Neuenburg  | Schulgebäude     | Andrea Bassi     | Guscetti & Tournier |

### 2010
Es wurden insgesamt 30'000 Schweizer Franken vergeben.
- Jury: Bernard Attinger, Paola Maranta, Annette Spiro, Hugo Bachmann, Martin Koller, Dario Somaini

| Kategorie         | Ort         | Titel                    | Architekt                          | Bauingenieur                       | Fotografie |
| ----------------- | ----------- | ------------------------ | ---------------------------------- | ---------------------------------- | ---------- |
| Preis             | Zürich      | Schulanlage Riedenhalden | Pfister Schiess Tropeano & Partner | Walt+Galmarini                     |            |
| Preis             | Visp        | Berufsschulgebäude       | Bonnard-Woeffray                   | ALP Andenmatten Lauber und Partner |            |
| Lobende Erwähnung | Bussigny VD | Hotel                    | Arcobat                            | Meylan                             |            |
| Lobende Erwähnung | Vernier     | Schulhaus                | Soliman Zurkirchen                 | Dr. Lüchinger + Meyer              |            |

### 2012
Es wurden insgesamt 30'000 Schweizer Franken vergeben.
- Jury: Bernard Attinger, Rita Schiess, Martin Koller, Hugo Bachmann, Dario Somaini, Luca Selva

| Kategorie         | Ort     | Titel                              | Architekt                                 | Bauingenieur                                | Landschaftsarchitekt | Fotografie |
| ----------------- | ------- | ---------------------------------- | ----------------------------------------- | ------------------------------------------- | -------------------- | ---------- |
| Preis             | Grono   | Schulhaus                          | Raphael Zuber                             | Patrick Gartmann, Conzett Bronzini Gartmann | Maurus Schifferli    |            |
| Preis             | Monthey | Collège de l'Europe                | Roland Gay                                | Kurmann & Cretton                           |                      |            |
| Lobende Erwähnung | Basel   | Produktionsgebäude K 90            | Flubacher – Nyfeler + Partner Architekten | Gruner                                      |                      |            |
| Lobende Erwähnung | Sion    | Ecole d'agriculture de Châteauneuf | mbd sa architectes                        | sd ingénierie Dénériaz et Pralong           |                      |            |

### 2015
Es wurden 15'000 Schweizer Franken vergeben.
- Jury: Pablo Horváth, Luca Selva, Martin Koller, Kerstin Lang, Martin Deuring, Bernard Attinger

| Kategorie         | Ort        | Titel            | Architekt                                | Bauingenieur              | Fotografie |
| ----------------- | ---------- | ---------------- | ---------------------------------------- | ------------------------- | ---------- |
| Preis             | Chur       | Quaderschulhaus  | Schwander & Sutter (von Schäfer & Risch) | Bänziger Partner          |            |
| Lobende Erwähnung | St. Gallen | Schulhaus Feldli | Andy Senn                                | Conzett Bronzini Gartmann |            |
| Lobende Erwähnung | Zürich     | ETH Zürich LEE   | Fawad Kazi                               | WaltGalmarini             |            |

### 2018
Es wurden 15'000 Schweizer Franken vergeben.
- Jury: Teilnehmer: Pablo Horváth, Renato Salvi, Roger Braccini, Kerstin Lang, Yves Mondet, Luca Selva

| Kategorie         | Ort        | Titel                    | Architekt          | Bauingenieur                                                       | Fotografie |
| ----------------- | ---------- | ------------------------ | ------------------ | ------------------------------------------------------------------ | ---------- |
| Preis             | Basel      | Roche-Turm Bau 1         | Herzog & de Meuron | wh-p Ingenieure                                                    |            |
| Lobende Erwähnung | St. Gallen | Bürogebäude Unterstrasse | Corinna Menn       | Ingegneri Pedrazzini Guidotti Sagl, Borgogno Eggenberger + Partner |            |
| Lobende Erwähnung | Genf       | Wohnhaus Surélévation    | Burrus Nussbaumer  | Ingeni, Carouge                                                    |            |

### 2021
Es wurden 15'000 Schweizer Franken vergeben.
- Jury: Roger Braccini, Martin Hitz, Kerstin Lang, Bastian Leu, Pablo Horváth

| Kategorie         | Ort    | Titel                                | Architekt Umbau/Sanierung | Architekt              | Bauingenieur                  | Fotografie |
| ----------------- | ------ | ------------------------------------ | ------------------------- | ---------------------- | ----------------------------- | ---------- |
| Preis             | Meyrin | Schulhaus Les Vergers                | Sylla Widmann             |                        | B+S ingénieurs conseils       |            |
| Lobende Erwähnung | Basel  | Erste Kirche Christi, Wissenschafter | Beer Merz                 | Otto Rudolf Salvisberg | Résonance Ingénieurs-Conseils |            |
| Lobende Erwähnung | Zürich | Leuenhof                             | Tilla Theus und Partner   | Gebrüder Pfister       | WaltGalmarini                 |            |

### 2024
- Jury: Martin Hitz, Pablo Horváth, Roger Braccini, Kerstin Lang, Bastian Leu